# Армандо Латіні
Армандо Латіні (італ. Armando Latini, 20 травня 1913 — 20 травня 1966) — італійський велогонщик.
Срібний призер Олімпійських ігор 1936 року в командній гонці переслідування на 4000 м.